# Eita Nagayama
Eita Nagayama (瑛太, Nagayama Eita) (Tóquio, 13 de dezembro de 1982) é um ator japones.

## Filmografia

### Cinema
- Aoi haru (2001)
- 9 Souls (2003)
- Azumi (2003)
- Omohi no Tama~Nenju (2003)
- Believer (2004)
- Densha Otoko (2005)
- Summer Time Machine Blues (2005)
- Hanging Garden (2005)
- Su-ki-da (2005)
- Memories of Matsuko (2006)
- Tokyo Friends: The Movie (2006)
- Dororo (2007)
- Tonari-machi Sensō (2007)
- Ahiru to Kamo no Coin Locker (2007)
- Giniro no Season (2007)
- Yomei Ikkagetsu no Hanayome (2009)
- Gama no Abura (2009)
- Dear Doctor (2009)
- Nakumonka (2009)
- Nodame Cantabile: The Movie I (2009)
- Nodame Cantabile: The Movie II (2010)
- Wild 7 (2011)

### Televisão
- Sayonara, Ozu-sensei - Tsuyoshi Mikami (2001)
- Lunch no joō - Noboru Sakai (2002)
- Remote - Keisuke Sawamura (2002)
- Shiritsu Tantei Hamamaiku - Chihiro Kurusu (2002)
- Itsumo Futari de - Kohei Morinaga (2003)
- Kimi wa Petto - Junpei Horibe (2003)
- Otoko-yu (2003)
- Water Boys - Masatoshi Tanaka (2003)
- Otoko-yu 2 - Eiichi Koike (2003)
- Hatsukoi.com - Kohei Mizuchima (2004)
- Hatachi ~1983-nen ni Umarete~ - Daisuke Nakashima (2004)
- Orange Days - Keita Yashima (2004)
- Medaka - Taku Sakuragi (2005)
- Minna Mukashi wa Kodomo Datta - Masaki Sagami (2005)
- Water Boys 2005 Natsu - Masatoshi Tanaka (2005)
- Tokyo Friends - Ryūji Shintani (2005)
- Unfair - Kazuyuki Ando (2006)
- Suppli - Satoshi Ogiwara (2006)
- Nodame Cantabile - Ryutaro Mine (2006)
- Atsuhime - Naogoro/Komatsu Tatewaki (2008)
- Rosu Taimu Raifu (2008)
- Last Friends - Takeru Mizushima (2008)
- Tokyo Daikushu (2008)
- Voice - Kaji Daiki(2009)
- Sunao ni Narenakute - Keisuke Nakajima (2010)[3]
- Soredemo, Ikite Yuku (2011)
- Lucky Seven - Nitta Teru (2012)
- Saikō no rikon (2013)

## Prêmios e indicações
| Ano  | Organização                           | Categoria               | Trabalho             | Resultado |
| ---- | ------------------------------------- | ----------------------- | -------------------- | --------- |
| 2009 | 2009 Elan d'or Awards                 | Prêmio revelação        |                      | Venceu    |
| 2009 | 5th Annual TV Navi Drama Awards       | Melhor ator coadjuvante | Last Friends         | Venceu    |
| 2009 | 17th Hashida Awards                   | Melhor revelação        |                      | Venceu    |
| 2009 | 34th Hochi Film Awards                | Melhor ator coadjuvante | Dear Doctor          | Venceu    |
| 2010 | 52nd Blue Ribbon Awards               | Melhor ator coadjuvante | Dear Doctor          | Venceu    |
| 2011 | 70th Television Drama Academy Awards  | Melhor ator             | Soredemo, Ikite Yuku | Venceu    |
| 2012 | 72nd Television Drama Academy Awards  | Melhor ator coadjuvante | Lucky Seven          | Venceu    |
| 2013 | 76th Television Drama Academy Awards  | Melhor ator             | Saikou no Rikon      | Venceu    |
| 2013 | International Drama Festival in TOKYO | Melhor ator             | Saikou no Rikon      | Venceu    |